# Guillermo Díaz-Plaja
Guillermo Díaz-Plaja Contestí (Manresa, Barcelona, 24 de mayo de 1909 - Barcelona, 27 de julio de 1984) fue un  ensayista, poeta, crítico literario e historiador de la literatura española. Perteneció a la Real Academia Española.

## Biografía
Guillermo Díaz Plaja nació en Manresa, hijo de un oficial del ejército, el 25 de mayo de 1909. A las pocas semanas, la familia se trasladó a Barcelona, siguiendo los sucesivos destinos del padre. En Barcelona estudió en el colegio de las Escuelas Pías, y en Gerona —nuevo destino paterno—, donde pasaría la adolescencia, con los Hermanos Maristas. Inició sus estudios de Filosofía y Letras en la Universidad de Barcelona cuando residía en Lérida, examinándose como alumno libre el primer curso; desde 1927 —establecido ya en la ciudad condal— fue alumno oficial. Entre sus compañeros de la Universidad se contaron Miquel Batllori, Carlos Clavería, Juan Ramón Masoliver y Ana María de Saavedra. Se licenció en 1930 con premio extraordinario, y marchó a Madrid al año siguiente para doctorarse en la Universidad Central, donde será discípulo, entre otros maestros, de Ramón Menéndez Pidal.
En 1932 se inició como profesor del Institut Escola de Barcelona. Fue uno de los participantes en el célebre crucero universitario por el Mediterráneo de 1933, en calidad de joven profesor. Con apenas 26 años obtuvo el Premio Nacional de Literatura por Introducción al estudio del Romanticismo español (Madrid, Espasa Calpe, 1936) y en 1961 el premio Ciudad de Barcelona de ensayo, con Viatge a l'Atlàntida i retorn a Ítaca (Barcelona, Destino, 1962). Catedrático del Instituto Jaime Balmes desde 1935 y profesor de la Escuela Universitaria de Estudios Empresariales de la Universidad de Barcelona desde 1972 hasta su jubilación en 1979. 
Profesor de la Escuela Superior de Bellas Artes de San Jorge y de la Escuela de Comercio de la Diputación de Barcelona también en esa ciudad. Dirigió desde 1939 hasta 1970 el Instituto del Teatro de Barcelona y desde 1966 a 1970 el Instituto Nacional del Libro Español. Perteneció al CSIC, a la Hispanic Society, a la Real Academia Española y a la Real Academia de Buenas Letras de Barcelona, así como a otras instituciones españolas y extranjeras. Presidió la Asociación de Críticos Literarios y la Asociación de Escritores y Artistas Españoles durante el periodo de 1979 a 1984. Doctor Honoris Causa de las Universidades de San Marcos de Lima (1973) de Cuyo, Mendoza, Argentina (1981), y de Estrasburgo (1982).
Escribió más de doscientos títulos, entre libros de divulgación, didáctica, poemarios, ensayos y antologías. 
Su labor investigadora se centró en diversas etapas de la historia de la literatura, con destacados estudios sobre el Modernismo, el Romanticismo o el Barroco. Realizó análisis de la obra de autores relevantes de nuestras letras, como Federico García Lorca, Juan Ramón Jiménez o Valle Inclán. Especial atención merecen sus trabajos sobre la figura de Eugenio d’Ors. Otras actividades literarias se concretaron en la creación de antologías, dirección de revistas, edición de textos o la coordinación de trabajos. En este campo destaca su Historia general de las literaturas hispánicas, en la que se integran estudios sobre las literaturas de las diversas lenguas de España llevados a cabo por los más acreditados especialistas. Su labor didáctica realizada desde la cátedra y desde los libros de texto, formó a varias generaciones de estudiantes españoles e hispanoamericanos. 
Paralelamente a sus estudios literarios desarrolló su actividad intelectual en otros cuatro grandes campos: en primer lugar, sus obras autobiográficas; en segundo, las cuestiones de la actualidad cultural, de origen periodístico; en tercer lugar, la literatura de viajes, formada por ensayos sobre países de los cinco continentes y, por último, la obra poética que desarrolla tanto una vertiente culturalista como intimista.
Respecto a su obra en lengua catalana, merecen especial atención sus tempranos estudios sobre el cine o sobre las vanguardias, su obra poética, y su papel como puente en el diálogo de las culturas españolas.
Fue hermano del escritor y periodista Fernando Díaz-Plaja (1918-2012) y de la escritora de literatura infantil Aurora Díaz-Plaja (1913-2003), y padre de los periodistas María José Díaz-Plaja y Guillermo Díaz-Plaja (hijo).

## Obras

### Historia de la literatura
- Historia General de las Literaturas Hispánicas, Barcelona, Editorial Barna, 1949-1967 (seis vols).
- Hispanoamérica en su Literatura, Estella, Editorial Salvat, 1970 (Biblioteca Básica Salvat, volumen 67).

### Ediciones
- Gustavo Adolfo Bécquer, Obras, Barcelona, Vergara, 1962.

### Lírica
- Primer cuaderno de sonetos, Cádiz, Col. Isla (Graf. Salvador Repeto), 1941.
- Las elegías de Granada, Madrid, Fantasía, 1945.
- Intimidad, Barcelona, Las ediciones de la Espiga, 1946.
- Vacación de estío, Madrid, Col. Adonais, 1948.
- Cartas de navegar, Madrid, Afrodisio Aguado, 1949.
- Vencedor de mi muerte, Madrid, Ínsula, 1953 (Prólogo de Paul Claudel).
- Los adioses, Barcelona, Las Ediciones de la Espiga, 1962.
- Belén lírico, Málaga, Librería Anticuaria El Guadalhorce, 1966.
- La soledad caminante, Poemas de América del Norte, Málaga, Ángel Caffarena, 1965.
- El arco bajo las estrellas, Barcelona, Las Ediciones de San Jorge, 1965.
- Les claus, Barcelona, Les Edicions de l’Espiga, 1965
- La soledad caminante, Poemas del Norte de América, Málaga, Librería Anticuaria El Guadalhorce, 1966.
- Zoo, Málaga, Librería Anticuaria El Guadalhorce, 1966.
- Poesía junta, Buenos Aires, Losada, 1967.
- América vibra en mí, Madrid, Cultura Hispánica, 1969.
- Las llaves, Santander, La isla de los ratones, 1972.
- Poemas de Oceanía, León, Editorial de la Institución Fray Bernardino de Sahagún, 1972.
- Poesía en 30 años (1941-1971), Barcelona, Plaza y Janés, 1972.
- Poemas en el mar de Grecia, Salamanca, Álamo, 1973.
- Poemas y Canciones del Brasil, Madrid, Cultura Hispánica, 1974.
- Conciencia del otoño, Madrid, Oriens, 1975.
- Atlas lírico, Barcelona, Plaza y Janés, 1978.

### Ensayo
- Epistolario de Goya, Barcelona, Editorial Mentora, 1928.
- L'avantguardisme a Catalunya, Barcelona, Publicaciones La Revista, 1932.
- Rubén Darío, Barcelona, Sociedad General de Publicaciones, 1930.
- Introducción al estudio del romanticismo español, Madrid, Espasa Calpe, 1936.
- El arte de quedarse solo y otros ensayos, Barcelona, Juventud, 1936.
- La poesía lírica española, Barcelona, Labor, 1937.
- La ventana de papel. Ensayos sobre el fenómeno literario, Barcelona, Apolo, 1939.
- El espíritu del barroco. Tres interpretaciones, Barcelona, Apolo, 1940.
- La poesía y el pensamiento de Ramón de Basterra, Barcelona, Juventud, 1941.
- Hacia un concepto de la literatura española, Buenos Aires, Espasa Calpe, 1942.
- El engaño a los ojos. Notas de estética menor, Barcelona, Destino, 1943.
- Esquema de la historia del teatro, Barcelona, Instituto del Teatro, 1944.
- Historia de la literatura española, Barcelona, La Espiga, 1946.
- Nuevo asedio a Don Juan, Buenos Aires, Sudamericana, 1947.
- Federico García Lorca, Buenos Aires, Guillermo Kraft, 1948.
- Modernismo frente a noventa y ocho, Madrid, Espasa Calpe, 1951.
- Poesía y realidad. Estudios y aproximaciones, Madrid, Revista de Occidente, 1952.
- Defensa de la crítica y otras notas, Barcelona, Editorial Barna, 1953.
- Síntesis de historia de la literatura española, Barcelona, La Espiga, 1953.
- Veinte glosas en memoria de Eugenio d'Ors, Barcelona, Sección de prensa de la Diputación de Barcelona, 1955.
- El estilo de San Ignacio y otras páginas, Barcelona, Noguer, 1956.
- El reverso de la belleza, Barcelona, Barna, 1956.
- Cuestión de límites, Madrid, Revista de Occidente, 1963.
- El estudio de la literatura, Barcelona, Sayma, 1963.
- Las estéticas de Valle Inclán, Madrid, Gredos, 1965.
- Los monstruos y otras literaturas, Barcelona, Plaza y Janés, 1967.
- La letra y el instante, Madrid, Editora Nacional, 1967.
- Con variado rumbo, Barcelona, Planeta, 1967.
- África por la cintura, Barcelona, Juventud, 1967.
- La linterna intermitente: anotaciones a la actualidad cultural, Madrid, Prensa Española, 1967.
- Trópicos, Valencia, Prometeo, 1968.
- La literatura universal, Barcelona, Danae, 1968.
- Soliloquio y coloquio: notas sobre lírica y teatro, Madrid, Gredos, 1968.
- Tratado de las melancolías españolas, Madrid, Sala, 1975.
- En torno a Azorín: obra selecta temática, Madrid, Espasa-Calpe, 1975.
- Estructura y sentido del Novecentismo Español, Madrid, Alianza Editorial, 1975.
- España en sus espejos, Barcelona, Plaza Janes, 1977.
- Goya en sus cartas y otros escritos, Zaragoza, Ediciones del Heraldo de Zaragoza, 1980.
- El combate por la luz, Madrid, Espasa Calpe, 1981.

### Antologías
- Antología mayor de la literatura española, Barcelona, Labor, 1958-1961.
- Tesoro breve de las letras hispánicas. Madrid, Emesa, 1968-1979.

### Escritos autobiográficos
- Papers d´Identitat, Barcelona, Ediciones La Espiga, 1959.
- Memoria de una generación destruida, Barcelona, Delos Aymá, 1966.
- Retrato de un escritor, Barcelona, Pomaire, 1978.